# Tredici variazioni sul tema
Tredici variazioni sul tema (Thirteen Conversations About One Thing) è un film drammatico del 2001 di Jill Sprecher. Quattro storie con il comune denominatore della felicità, in cui un rampante avvocato, un insegnante, una moglie tradita e un uomo d'affari cercano di ottenerla.